# Swimrun
Lo swimrun è uno sport multidisciplinare che prevede la pratica della corsa alternata al nuoto, all'aperto e in acque libere. La particolarità è che coinvolge molte transizioni tra le fasi di nuoto e di corsa, senza delle zone-cambio come accade nell'aquathlon e nel triathlon, e con l'ausilio di equipaggiamenti per le frazioni di nuoto (galleggianti, pinne, maschera boccaglio, ecc.), mentre è previsto di nuotare con le scarpe da corsa ai piedi.

## La storia
Nel 2002, a Utö Värdshus in Svezia quattro atleti hanno formato due squadre da due persone ed hanno iniziato a fare il percorso completo della gara Ö till Ö (nata pochi anni dopo questa esperienza), ma non ci sono riusciti perché prevedeva un impegno superiore a 24 ore e non avevano il cibo per affrontarlo. L'hanno riprovato nuovamente l'anno successivo ma con lo stesso risultato.
Nel 2006 l'Ö till Ö (da isola a Isola), si è autoproclamata Coppa del Mondo di Swimrun a squadre.
Tra il 2011 ed il 2013 si sono aggiunte altre otto gare, tutte in Svezia.
In Italia nel 2012 si iniziava a pensare a come si poteva collegare le città di Grado a Lignano Sabbiadoro, correndo e nuotando senza soluzione di continuità tra le isole. L'idea nacque a Francesco Degano e Matteo Benedetti. Le due località sono separate da cinque isole sabbiose e da tre grandi bocche di porto. A quel tempo nessuno sapeva che in Svezia si disputavano già gare di questo tipo e nemmeno che esisteva la disciplina dello Swimrun. Infatti inizialmente tutte le esperienza dei primi 4 anni furono diverse rispetto a quelle Svedesi, dato che nacquero in maniera autonoma ed indipendente.
Tra il 2014 e il 2015, con il termine Aquaticrunner, è stata identificata una versione dello swimrun praticata individualmente e non a coppie nella quale la muta è vietata, data la temperatura più elevata rispetto alle acque svedesi, come sono vietati i vari accessori da nuoto, tranne il pull buoy che è facoltativo. Aquaticrunner è rimasto quindi come riferimento alla prima gara di swimrun in Italia che si svolge tra Lignano Sabbiadoro e Grado e prevede il passaggio in cinque isole sabbiose della Laguna di Marano.
Questa, insieme all'Amphibianman di Lignano Sabbiadoro, l'Engadin, disputata a squadre in prossimità di un lago alpino svizzero, e l'XTERRA swimrun, disputata sempre a squadre in un fiordo norvegese, sono le prime gare al di fuori del territorio svedese.
In due anni si passa così dalle 10 gare totalmente disputate in Svezia del 2013, alle 53 sparse su 12 paesi con un numero di partecipanti più che triplicato.
Dal 2018 Aquaticrunner (corridore acquatico), assegna la Coppa del Mondo di Swimrun individuale.

## Caratteristica di un Swimrun
Lo Swimrun si disputa all'aperto e in acqua libere e prevede diversi punti di controllo dall'inizio alla destinazione. Si passa in maniera continuativa tra il nuoto e corsa senza zone cambio dove lasciare i propri equipaggiamenti. In funzione della gara, i partecipanti possono gareggiare a squadre (di due uomini, donna o squadre miste) e devono rimanere per tutta la distanza insieme, oppure individualmente. Poiché sono consentiti dispositivi di galleggiamento e facilitazione nel nuoto, tutte le attrezzature consentite si devono portare appresso dall'inizio al traguardo. In Italia le gare sono il 95% con formula individuali.

## Distanze
Le lunghezze nello Swimrun non sono predeterminati e variano notevolmente in lunghezza delle singole frazioni e del totale e il numero di ogni frazione è variabile, ma si cerca di mantenere un rapporto attorno al 15 % tra nuoto e corsa per le lunghe distanze.
La distanza di gara di un evento SwimRun si esprime nella forma x/y/z:
- x sono i chilometri complessivi da percorrere a nuoto,
- y quelli da percorrere di corsa,
- z il numero delle frazioni di gara complessivo (transizioni).

Tabella valida fino all'anno 2019
| Distanza | Da       | A         | Totale |
| -------- | -------- | --------- | ------ |
| Short    | 1/4/4    | 2/7/n     | >=5k   |
| Basic    | 2/8/4    | 3/11/n    | >=10k  |
| Half     | 4/17/8   | 7/29/n    | >=21k  |
| Full     | 8/34/14  | 12/35/n   | >=42k  |
| Ultra    | 10/65/20 | No limits | >=75k  |

Considerando che dal 2018 molti organizzatori propongono sia la formula a squadra che quella individuale, la fusione delle due tabelle ha portato ad adottare una tabella unica, che comprende tutte le tipologie di gare. La stessa è stata approvata dal CSS a Bologna lo scorso Febbraio.
Tabella valida dal 2020 ad oggi
| Fusione delle tabelle individuali e a coppie | Fusione delle tabelle individuali e a coppie | Fusione delle tabelle individuali e a coppie | Fusione delle tabelle individuali e a coppie |
| Distanza                                     | Da                                           | A                                            | Totale                                       |
| -------------------------------------------- | -------------------------------------------- | -------------------------------------------- | -------------------------------------------- |
| Super Sprint                                 | 1/4/4                                        | 2/8/n                                        | <=10k                                        |
| Sprint or Short                              | 2/8/6                                        | 4/17/n                                       | > 10 & <=21k                                 |
| Half                                         | 4/17/8                                       | 8/34/n                                       | > 21 & <=42k                                 |
| Long                                         | 8/34/10                                      | 10/65/n                                      | > 42 & <=75k                                 |
| Ultra                                        | 10/65/20                                     | No limits                                    | > 75k                                        |
| Multi-day                                    | più di una giornata                          | No limits/4                                  | > 24 HOURS                                   |

## Albo d'oro
I vincitori del titolo di Campione Nazionali CSEN Swimrun (Aquaticrunner XTriM Border Lagoon 2016 e 2017, 2018, 2019, 2020, 2021 e 2022 per l'individuale e Swimrun Bologna per la coppia nel 2018,  2019 e 2022)
| Anno | tipologia    | Nome                                   |
| ---- | ------------ | -------------------------------------- |
| 2016 | Ass Uomo     | Francesco Cauz                         |
| 2016 | Ass Donna    | Colussi Silvia                         |
| 2017 | Ass Uomo     | Massimo Guadagni                       |
| 2017 | Ass Donna    | Adelaide Cappellini                    |
| 2018 | Doppio Uomo  | Rainer Andergassen e Nicola Cominetti  |
| 2018 | Mixed Doppia | Valentina Odaldi e Luca Cossarini      |
| 2018 | Indiv Uomo   | Alberto Casadei                        |
| 2018 | Indiv Donna  | Jessica Galleani                       |
| 2019 | Doppio Uomo  | Renato Dell'Oro e Paolo Carminati      |
| 2019 | Doppio Donna | Giulia Colussi e Silvia Colussi        |
| 2019 | Mixed Doppia | Francesca Ravelli e Alessandro Tosi    |
| 2019 | Indiv Uomo   | Daniel Hofer                           |
| 2019 | Indiv Donna  | Jessica Galleani                       |
| 2020 | Ass Uomo     | Daniel Hofer                           |
| 2020 | Ass Donna    | Samantha De Stefano                    |
| 2021 | Ass Uomo     | Valerio Cleri                          |
| 2021 | Ass Donna    | Elena Pascucci                         |
| 2022 | Doppio Uomo  | Renato Dell'Oro e Paolo Carminati      |
| 2022 | Doppio Mixed | Alessandra Derme e Umberto Demagistris |
| 2022 | Indiv Uomo   | Daniel Hofer                           |
| 2022 | Indiv Donna  | Allegra Bacco                          |
| 2023 | Indiv Uomo   | Andrea Secchiaro                       |
| 2023 | Indiv Donna  | Jessica Galleani                       |

Ass= Campionato assoluto (quando l’individuale oppure la coppie non viene assegnato nell’anno) Indiv.= Individuale Doppio= a Coppie Uomo o Donna Mixed= A coppie miste Uomo e Donna

## Le gare storiche fino al 2016
Il panorama di gare dello Swimrun è in crescita a partire dal 2011.
| Anno | Numero gare | Nazioni | Partecipanti | Eventi | Eventi |
| ---- | ----------- | ------- | ------------ | --- | --- |
| 2016 | 109         | 17      |              | | |
| 2016 | 109         | 17      | Svezia       | Ö till Ö, 6th Ångaloppet, 6th WetRockRace, 5th Amfibiemannen, 5th Öloppet, Arlanda Aquathlon, Årnäs Swimrun, Borås Swimrun, Borensberg Swimrun, Hofors Swimrun, Hřga Kusten, 10 Island Swimrun, Idre Swimrun, Karlstad Swimrun, Koster Swimrun, Kustjagaren, Långholmen Swimrun, Loftahammar Endurance Day, Lyckans Swimrun, Marstrand Open Water, Sigge Tuna Swimrun, Sjö till Sjö Växjö, Skärgårdsutmaningen, Stockholm Swimrun, Snapphanen Swimrun, Solvalla Swimrun, Stora Stöten Swimrun, Utö, Vansbro Swimrun,Borĺs Swimrun, 50´turen 2 Sjöer, Infinity Swimrun 3h, Horfors Swimrun, Kustjageren, Hřga Kusten, Ĺrnes Swimrun, Kalmar Swimrun, Ĺstol Aquathlon, 2XU Island Challenge, Tylösand Aquathlon, Wet rock race, Farleden Swimrun, LED swimrun, Nordslingan Swimrun, Sjö till Sjö, Ôloppet Swimrun, Skärgĺrdsutmaningen Swimrun, Stockholm archipelage ultraswimrun challenge, Karlskrona Swimrun, Anglaloppet Swimrun, Moose2Goose Swimrun, Arlanda Swimrun, Tjolöholm Swimrun, Koster Swimrun, Lilla AlSwimrun, Langholmen Swimrun, Sollentuna Swimrun, GBG Swimrun, Hellas frostbite | |
| 2016 | 109         | 17      | Italia       | 3th Aquaticrunner® ITALY XTriM Border Lagoon, 3th Amphibianman®, Conero Swimrun, Elba Swimrun, Idro Swimrun, Swimrun Venice, Umbria Swimrun, Bologna Swimrun | |
| 2016 | 109         | 17      | Svizzera     | 3th Engadin | |
| 2016 | 109         | 17      | Norvegia     | 3th XTERRA Swimrun Norway, Rockman, XTERRA Oslofjorden sprint swimrun | |
| 2016 | 109         | 17      | Germania     | Paddle to the Medal, Rheinsberg, Allgaeu Swimrun, 1000 Lakes Swimrun | |
| 2016 | 109         | 17      | Inghilterra  | Breca Swimrun, Isle of Scilly, Love Swimrun Ilamberis, The Broards Swimrun, Snowdonia Lyn I Lyn | |
| 2016 | 109         | 17      | Scozia       | Loch Lomond Inch by Inch Swimrun, Hell´s Hop, Loch gu loch | |
| 2016 | 109         | 17      | Danimarca    | XTERRA Swimrun Denmark, Urban Swimrun (swimrun cup Denmark), Beach Swimrun (swimrun cup Denmark), Bornholm Swimrun, Lake Swimrun (swimrun cup Denmark), DGI Swimrun Rřdekro | |
| 2016 | 109         | 17      | Belgio       | Amphimann, Amphiman De Schorre | |
| 2016 | 109         | 17      | Finlandia    | Midnightsun Swimrun, Porkkala Swimrun, Solvalla Swimrun | |
| 2016 | 109         | 17      | Russia       | Lake-to-Lake | |
| 2016 | 109         | 17      | Francia      | Saint quentin Swimrun, Emeraude Swimrun | |
| 2016 | 109         | 17      | Stati Uniti  | Mission Bay Swimrun | |
| 2016 | 109         | 17      | Spagna       | Costa Brava Swimrun | |
| 2016 | 109         | 17      | Canada       | Mushoka´s Epic Swimrun | |
| 2016 | 109         | 17      | Armenia      | Sevan Lake Swimrun | |
| 2016 | 109         | 17      | Irlanda      | Breca Árainn Mhóre Swimrun, Galway Bay Swimrun | |
| 2015 | 53          | 12      | 6241         | | |
| 2015 | 53          | 12      | 6241         | Svezia | Ö till Ö, Lake Swimrun, 10 Island Swimrun, Amfibiemannen , Ångaloppet Sprint, Arlanda Aquathlon, Årnäs Swimrun, Borås Swimrun , Borås Swimrun Sprint, Borensberg Swimrun, Hofors Swimrun , Höga Kusten Swimrun, Idre Swimrun, Karlstad Swimrun, Koster Swimrun, Kustjagaren, Långholmen Swimrun, Loftahammar Endurance Day, Lyckans Swimrun, Marstrand Open Water, Marstrand Open Water Sprint, Nordslingan, Öloppet Sprint, Sigge Tuna Swimrun, Sjö till Sjö Växjö, Sjö till Sjö Sala, Skärgårdsutmaningen Sprint, Stockholm Swimrun, Snapphanen Swimrun, Solvalla Swimrun, Stora Stöten Swimrun, Utö Swimrun, Vansbro Swimrun, WetRockRace |
| 2015 | 53          | 12      | 6241         | Italia | 2° Amphibianman® Swimrun 2° Aquaticrunner® ITALY XTriM Border Lagoon Swimrun, 1° Tinatura Anfibia Swimrun |
| 2015 | 53          | 12      | 6241         | Svizzera | Engadin Swimrun |
| 2015 | 53          | 12      | 6241         | Norvegia | XTERRA Swimrun, Rockman Swimrun |
| 2015 | 53          | 12      | 6241         | Germania | Paddle to the Medal |
| 2015 | 53          | 12      | 6241         | Inghilterra | Breca Swimrun Wales Snowdonia Swimrun |
| 2015 | 53          | 12      | 6241         | Scozia | Loch Lomond Swimrun, Loch Gu Loch Swimrun |
| 2015 | 53          | 12      | 6241         | Danimarca | XTERRA Swimrun Denmark |
| 2015 | 53          | 12      | 6241         | Belgio | Amphiman, Amphiman Sprint |
| 2015 | 53          | 12      | 6241         | Finlandia | Porkkala Swimrun |
| 2015 | 53          | 12      | 6241         | Russia | Lake-to-Lake |
| 2015 | 53          | 12      | 6241         | Francia | Émeraude Swimrun, Swimrun Saint-Quentin, Troll Enez Morbihan |
| 2014 | 21          | 4       | 3464         | | |
| 2014 | 21          | 4       | 3464         | Svezia | Ö till Ö, 10 Island Swimrun, Amfibiemannen, Ångaloppet, Ångaloppet Sprint, Arlanda Aquathlon, Borås Swimrun, Karlstad Swimrun, Kustjagaren Karlskrona, Loftahammar Endurance Day, Öloppet, Öloppet Sprint, Utö Swimrun, Skärgårdsutmaningen, Skärgårdsutmaningen Sprint, Solvalla Swimrun, Stockholm Swimrun |
| 2014 | 21          | 4       | 3464         | Italia | 1° Amphibianman® Swimrun 2° Aquaticrunner® ITALY XTriM Border Lagoon Swimrun, |
| 2014 | 21          | 4       | 3464         | Svizzera | Engadin Swimrun |
| 2014 | 21          | 4       | 3464         | Norvegia | XTERRA Swimrun, Rockman Swimrun |
| 2013 | 10          | 1       | 1948         | Svezia | Ö till Ö, Arlanda Aquathlon, Amfibiemannen, Ångaloppet, Ångaloppet Sprint, Kustjagaren Karlskrona, Öloppet, Öloppet Sprint, Utö Swimrun, WetRockRace |
| 2012 | 5           | 1       | 900          | Svezia | Ö till Ö, Amfibiemannen, Ångaloppet, Öloppet, WetRockRace |
| 2011 | 3           | 1       | 196          | Svezia | Ö till Ö, Ångaloppet, WetRockRace |
| 2010 | 1           | 1       | 16           | Svezia | Ö till Ö |
| 2009 | 1           | 1       | 16           | Svezia | Ö till Ö |
| 2008 | 1           | 1       | 6            | Svezia | Ö till Ö |
| 2007 | 1           | 1       | 4            | Svezia | Ö till Ö |
| 2006 | 1           | 1       | 4            | Svezia | Ö till Ö |